# قطمران

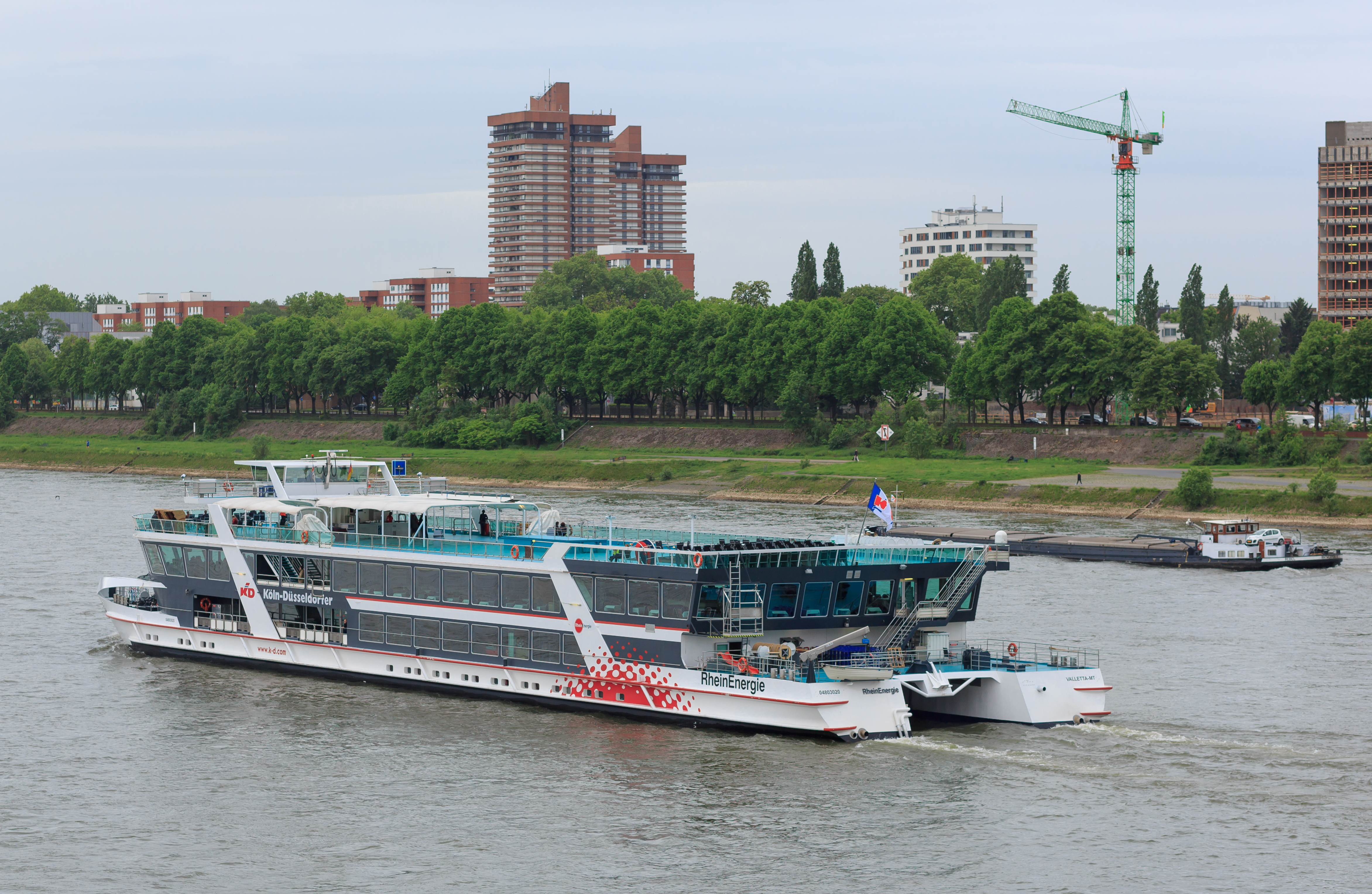
قطمران في نهر الراين - مدينة كولونيا

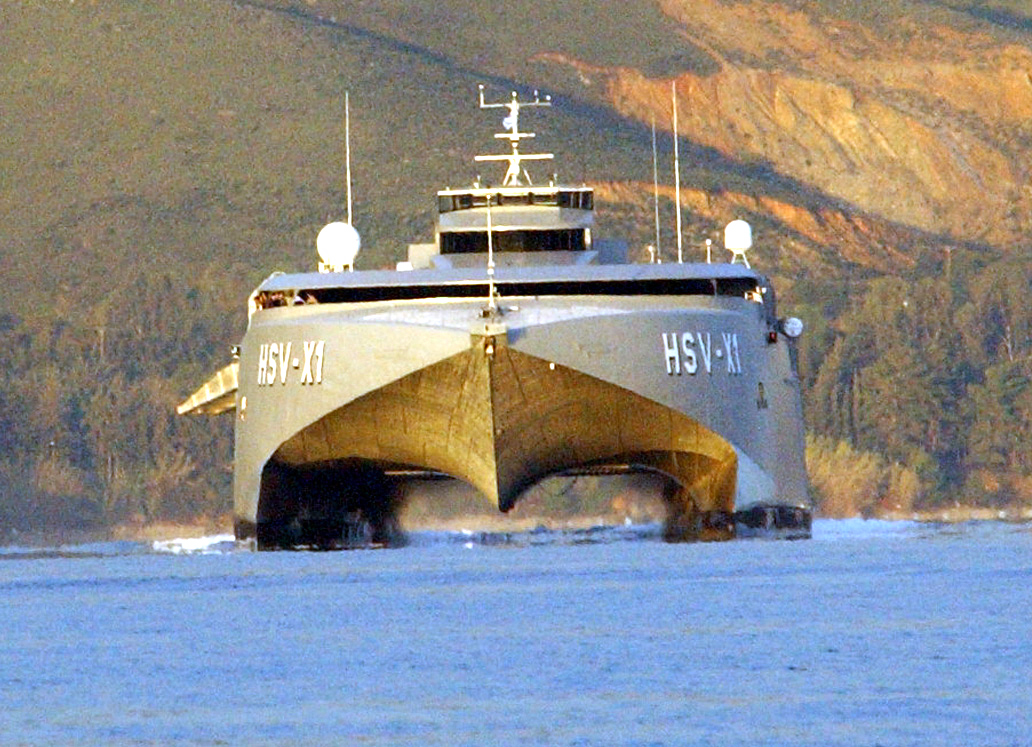

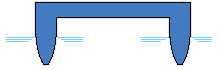

القطمران قارب مزدوج البدن، أي له بدنان مشدودان في هيكل واحد.